# 让-皮埃尔·维达尔

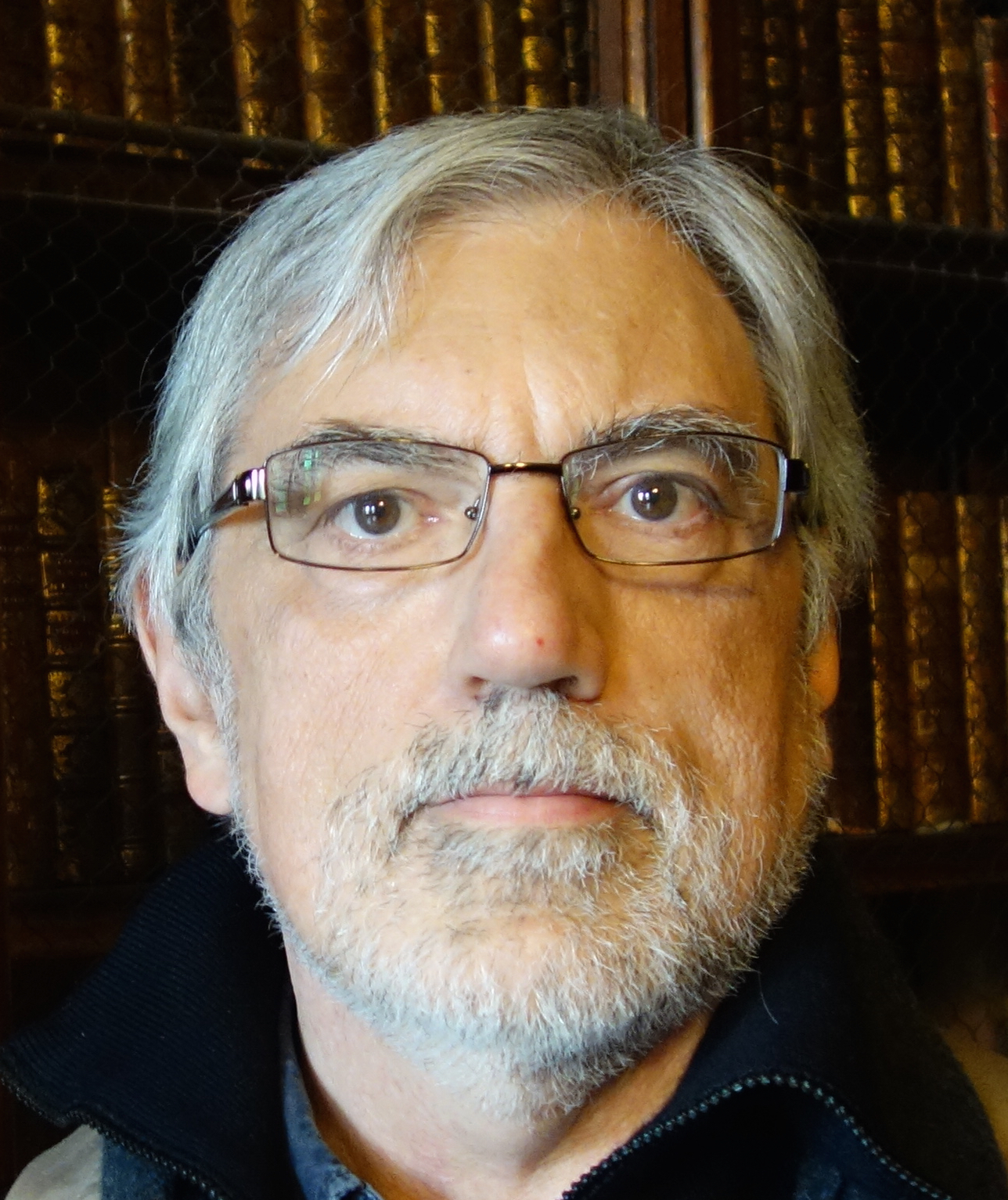
让-皮埃尔·维达尔

让-皮埃尔·维达尔（法語：Jean-Pierre Vidal，1977年2月24日—），法国男子高山滑雪运动员。他曾代表法国参加2002年和2006年冬季奥林匹克运动会高山滑雪比赛，获得一枚金牌。